# آبل الكروم
آبَلِ الْكُرُوم وتعرف باسم آبل كَرَامِيمْ (بالعبريَّة: אָבֵל כְּרָמִים بمعنى «مرج الكروم» أو «سهل الكروم»)، قرية من قرى العمونيين تقع شرقي نهر الأردن بعد عروعير، وإليها انتهى القاضي يفتاح في مطاردة العمونيين منتصرًا عليهم كما ورد في العدد الثالث والثلاثين من الإصحاح الحادي عشر في سفر القضاة: «فَضَرَبَهُمْ مِنْ عَرُوعِيرَ إِلَى مَجِيئِكَ إِلَى مِنِّيتَ، عِشْرِينَ مَدِينَةً، وَإِلَى آبَلِ الْكُرُومِ ضَرْبَةً عَظِيمَةً جِدًّا. فَذَلَّ بَنُو عَمُّونَ أَمَامَ بَنِي إِسْرَائِيلَ.».
من العسير تحديد موقع آبل الكروم اليوم، وإن كان جيروم وأوسابيوس القيصريّ قد ذكرا أنها كانت تبعد مسافة قدرها ستة أو سبعة أميال من مدينة ربة عمون (عمان حاليًا)؛ أي ربما تقوم مكانه حديثًا خريبة السوق على الطريق من عمان إلى حسبان.